# Georges Guynemer

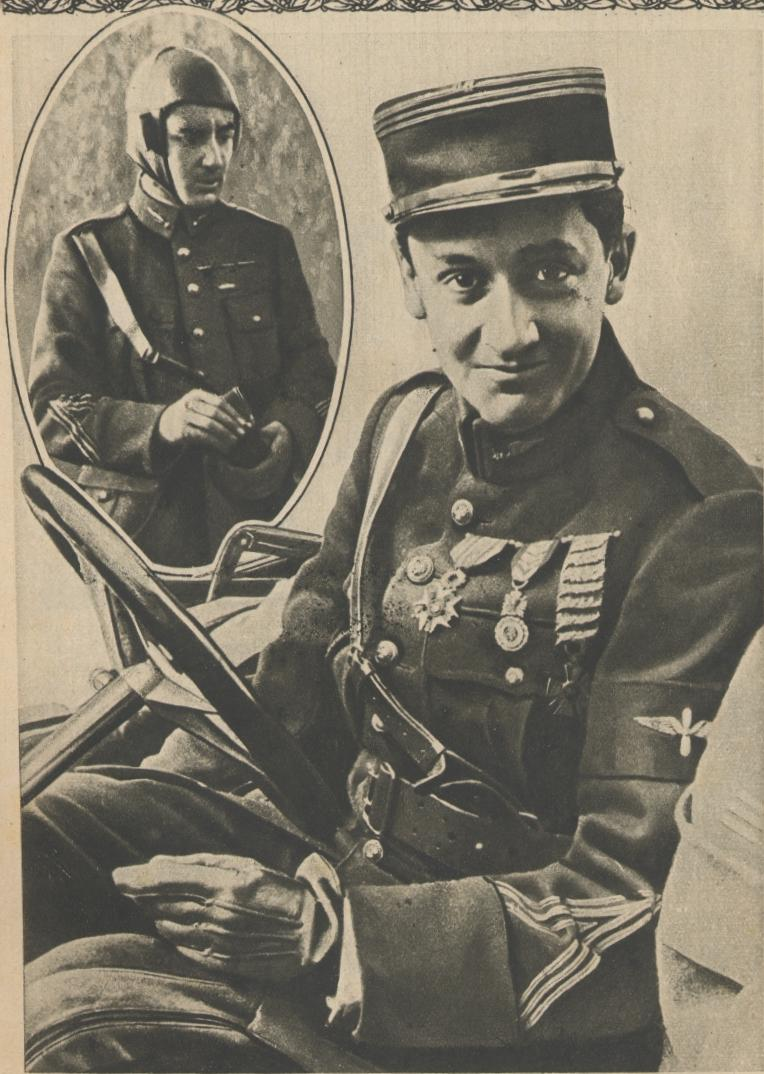
Georges Guynemer v roce 1917

Georges Marie Ludovic Jules Guynemer (24. prosince 1894 – 11. září 1917) byl francouzský pilot, letecké eso a národní hrdina. Jako stíhací pilot během první světové války dosáhl 53 ověřených sestřelů nepřátelských letounů a 35 pravděpodobných sestřelů. Stal se tak druhým nejúspěšnějším francouzským stíhačem celého konfliktu.

## Začátky
Georges Marie Ludovic Jules Guynemer se narodil do bohaté rodiny z města Compiègne. Během dětství byl často nemocný. Přesto díky své cílevědomosti a sebevědomí dokázal ve světě letectví uspět. Po vypuknutí války se pětkrát neúspěšně snažil o přijetí k letectvu, ale vždy byl s poukazem na své špatné zdraví odmítnut. Až koncem roku 1914 uspěl, když byl přijat k výcviku jako letecký mechanik. Nakonec však, díky pro něho tak charakteristickému odhodlání, byl přeřazen k pilotnímu výcviku a v červnu 1915 se připojil k escadrille MS.3. Zde létal na strojích Morane-Saulnier L a sbíral svá první vítězství i porážky.

## „Můj nejlepší Čáp“
V prosinci 1915 byla escadrilla MS.3 přejmenována na escadrille N.3 (později známá jako les Cigognes, česky Čápi) a přezbrojena novými stíhacími letouny Nieuport 11 Bébé. Už 5. prosince s novým letounem dosáhl vítězství a opět 8. a 14. prosince. 24. prosince, v den svých 21. narozenin, byl vyznamenán Řádem čestné legie (Legion d'Honneur). 3. února 1916 sestřelil svého pátého protivníka a stal se tak leteckým esem. Od března 1916 létal na novém, výkonnějším Nieuportu 17. Na konci roku 1916 už jeho skóre narostlo na 25 sestřelů. Kapitán Brocard, v té době velitel Escadrille N.3, popsal Guynemera jako „…svého nejlepšího Čápa“. Ani ne o rok později byl Guynemer povýšen na kapitána a velitele perutě Čápů.
Guynemer byl jedním z prvních letců, kteří na konci srpna 1916 dostali nové stíhací letouny SPAD S.VII. S novým, odolnějším letounem Guynemer praktikoval i novou taktiku spočívající v rychlém útoku na nepřítele a následně stejně rychlém úniku ve střemhlavém letu. Taková taktika byla charakterističtější spíše pro boje druhé světové války než té první.

## Více než 50 vítězství
Nejúspěšnějším měsícem se pro Guynemera stal květen 1917, kdy sestřelil 7 německých letounů. Na konci července jako první francouzský stíhač dosáhl 50 sestřelů. Stejným tempem jako jeho skóre rostl i zájem francouzského tisku o něj. Byl stále více oslavován až se z něj stal národní hrdina. Francouzská vláda jeho glorifikaci podporovala, aby zvýšila morálku obyvatel a odpoutala mysl lidí od strašlivých ztrát zákopové války. Samotný Guynemer se pozornosti tisku snažil vyhýbat, ale jeho nesmělost jen podněcovala touhu lidí dovědět se o něm více.

## Nezvěstný v boji
Guynemer zmizel během bojové mise 11. září 1917. Oddělil se od své „dvojky“ a patrně zaútočil na německý průzkumný letoun. V následném boji byl sestřelen.
Ani vrak jeho letounu, ani jeho tělo či osobní věci nebyly nikdy nalezeny. Německá strana za Guynemerova přemožitele označila poručíka Kurta Wissemanna z Jasta 3.
Francouzští školáci se v té době o Guynemerovi učili, že ve svém letadle vyletěl tak vysoko, že se už nemohl vrátit. V okamžiku své smrti měl na svém kontě 53 potvrzených sestřelů nepřátelských letadel. Sám byl za dobu své kariéry sestřelen celkem sedmkrát. Není jasné, zdali zahynul už při pádu letounu nebo ho přežil a byl následně zabit v území nikoho. Je možné, že jeho letoun byl zničen dělostřeleckou palbou probíhající bitvy.
Během války získal mimo jiné tato vyznamenání: Médaille militaire, Légion d'honneur, Croix de Guerre, britský Distinguished Service Order a belgický Ordre de Léopold II.

## Legenda
Guynemerova smrt byla pro Francii šokem. Ale i přes ni zůstal až do konce války ikonou, ke které se upíraly zraky celé Francie. V 22 letech inspiroval celý národ výrokem: „Pokud jste neodevzdali vše, neodevzdali jste nic.“